# Södermanlands runinskrifter 182
Södermanlands runinskrifter 182 är ett vikingatida runstensfragment av sandsten som hittades i Läggesta, Kärnbo socken och Strängnäs kommun. Fragmentet är 0,7 meter långt, 0,5 meter brett och 0,2 meter tjockt. Runhöjden är 8 centimeter. Stenen hittades 1920 i Läggesta vid en anläggning av en telefonledning. Fragmentet finns nu i Mariestads kyrka.

## Inskriften
Translitterering av runraden:
...- : sun : sin : uikik · h(a)... ...
Normalisering till runsvenska:
... sun sinn Viking. Ha[nn] ...
Översättning till nusvenska:
... sin son Viking. Han ...